# Synagoga v Miskolci
Synagoga v Miskolci je hlavní Židé židovský svatostánek v uvedeném městě. Je rovněž jediná synagoga, která je i nadále funkční pro náboženské obřady na území maďarské župy Borsod-Abaúj-Zemplén. Nachází se v Miskolci na ulici Ference Kazinczyho a v blízkosti Náměstí hrdinů.
Synagogu navrhl architekt Ludwig Förster. Postavena byla v letech 1856 až 1861 v novorománském architektonickém stylu inspirovaná orientálními prvky. Jedná se o trojlodní stavbu. Na rozdíl od tradičních synagog budovaných pro ortodoxní židovskou komunitu zdejší měla jisté inovace, které zprvu budily nevoli věřících. Interiér byl nakonec upraven do tradiční podoby a odstraněny byly varhany.